# Верхньобогданівська сільська рада
| Верхньобогданівська сільська рада — колишній орган місцевого самоврядування у Станично-Луганському районі Луганської області з адміністративним центром у с. Верхньобогданівка. Сільській раді були підпорядковані населені пункти: - с. Верхньобогданівка |

## Склад ради
Рада складалася з 12 депутатів та голови.

### Керівний склад ради
| ПІБ                      | Основні відомості                                                                       | Дата обрання | Дата звільнення |
| ------------------------ | --------------------------------------------------------------------------------------- | ------------ | --------------- |
| Тіщенко Борис Сергійович | Сільський голова, 1960 року народження, освіта, член Партії регіонів                    | 26.03.2006   | 31.10.2010      |
| Тіщенко Борис Сергійович | Сільський голова, 1960 року народження, освіта середня спеціальна, член Партії регіонів | 31.10.2010   |                 |

Примітка: таблиця складена за даними джерела